# یوآکاری پشت‌طلایی
یوآکاری پشت‌طلایی یا یوآکاری سرسیاه (نام علمی: Cacajao melanocephalus) نام یک گونه از سرده یوآکاری است.